# Rudolf Tobias
Rudolf Tobias (Selja, 29 mei 1873 – Berlijn, 29 oktober 1918) was een Estisch componist en organist. Hij was de eerste professionele componist van Estische afkomst en in veel opzichten een pionier. Hij was de eerste Est die een cantate, een oratorium, een pianoconcert en een pianosonate schreef.

## Levensloop

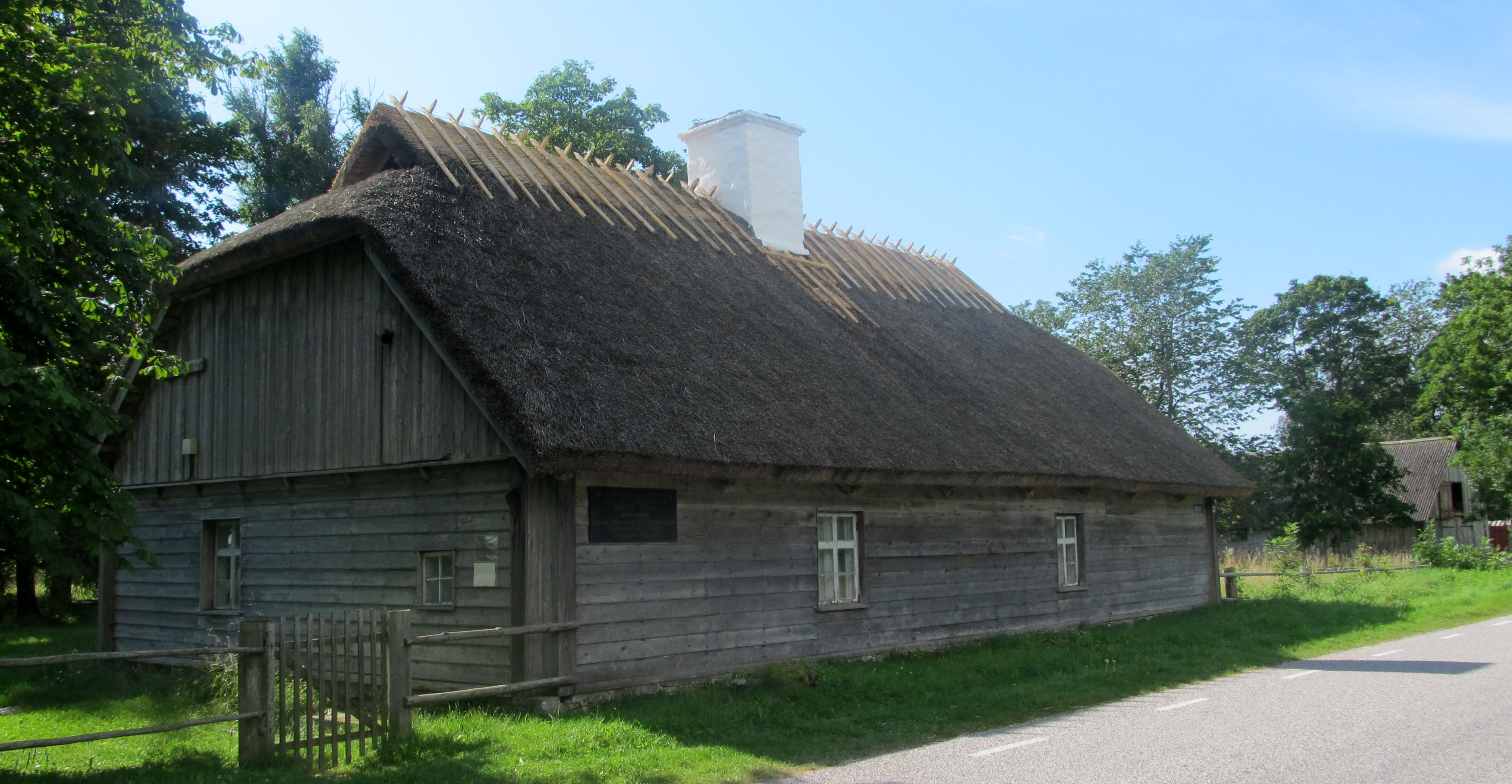
Geboortehuis van Tobias

Rudolf Tobias werd geboren in Selja op het eiland Hiiumaa, dat toen in het Gouvernement Estland lag, een provincie van het Russische tsarenrijk. Zijn vader was koster bij de kerk van Käina. Tobias’ vader bracht hem de eerste beginselen van de muziek bij. Toen hij negen was, schreef hij zijn eerste composities. In 1885 ging hij naar school in Haapsalu, de dichtstbijzijnde grote plaats op het vasteland. Daar volgde hij ook pianolessen bij Catharina von Gernet, een pianiste in die plaats. Na zijn opleiding verhuisde Rudolf Tobias met zijn familie naar Kullamaa, waar zijn vader weer als koster ging werken. In 1889 begon hij in Tallinn een opleiding tot onderwijzer. Daarnaast studeerde hij orgel en muziektheorie bij Ernst Reinicke, de organist van de Dom van Tallinn.
In 1893 schreef Tobias zich in bij het Conservatorium van Sint-Petersburg. Hij studeerde er orgel bij Louis Homilius en compositieleer bij Nikolaj Rimski-Korsakov. in 1897 studeerde Tobias af. Zijn afstudeerproject was een cantate, Johannes Damascenus. Na zijn afstuderen werkte hij tussen 1898 en 1904 als organist en koordirigent aan de Estische Sint-Janskerk in Sint-Petersburg. Hij voerde er ook composities van eigen hand uit.
In 1904 verhuisde Tobias naar Tartu, waar hij werkte als onderwijzer en muziekleraar. In die tijd trad hij ook op als pianist, dirigent en organist en organiseerde hij samen met zijn vriend Aleksander Läte uitvoeringen van oratoria van componisten als Händel en Mendelssohn. Hij werkte ook als muziekjournalist en werd lid van het Estische literair genootschap Noor-Eesti (‘Jong Estland’).
Ontevreden met het muziekleven in zijn vaderland, vertrok Tobias in januari 1908 naar West-Europa. Hij leefde korte tijd in achtereenvolgens Parijs, München, Dresden, Praag en Dubí (nu in Tsjechië). Op het eind van 1908 vestigde hij zich in Leipzig.
In 1910 verhuisde Tobias naar Berlijn, waar hij als organist en muziekjournalist werkte. In 1911 werd hij lid van de adviescommissie van de Bond van Duitse Componisten (Genossenschaft Deutscher Tonsetzer). In 1914 verkreeg hij het Duitse staatsburgerschap en werd hij hoogleraar aan de Koninklijke Hogeschool voor Muziek (Königliche Hochschule für Musik).
In augustus 1913 bracht hij een bezoek aan zijn vaderland, waar hij de opening van het Theater Estonia in Tallinn bijwoonde. Hij dirigeerde er een paar eigen composities.
Na het uitbreken van de Eerste Wereldoorlog werd Tobias ingelijfd bij het Duitse leger, waar hij werkte als tolk. In 1916 werd hij vanwege zijn zwakke gezondheidstoestand uit de dienst ontslagen en hij keerde terug naar de Hogeschool voor Muziek.
Tobias overleed aan een longontsteking op 29 oktober 1918. Hij werd begraven op het kerkhof in Berlin-Wilmersdorf. Op 7 juni 1992 werden zijn stoffelijke resten herbegraven in zijn vroegere woonplaats Kullamaa in Estland.

## Oeuvre
Tobias componeerde in de stijl van de late romantiek, maar hij onderging ook de invloeden van het impressionisme en het expressionisme. Hij heeft een grote invloed gehad op de Estische componisten die na hem kwamen. De Ouverture Julius Caesar van 1896 is het eerste symfonische werk van een Est, de cantate Johannes Damascenus van 1897 de eerste cantate. In hetzelfde jaar publiceerde hij zijn pianoconcert in d mineur, het eerste pianoconcert van de hand van een Est, en zijn pianosonate, eveneens de eerste van de hand van een Est. In 1899 volgde het eerste Estische strijkkwartet en in 1909 het eerste Estische oratorium Des Jona Sendung (‘De roeping van Jonas’), zij het wel met een tekst in het Duits.
De première van Des Jona Sendung in Leipzig in 1909 was een mislukking dankzij een te kleine bezetting. De volgende keer dat het werk te horen was, was in 1989 in de Nationale Opera Estonia in Tallinn. Toen werd het een groot succes.
Een aantal werken van Tobias is geheel of gedeeltelijk verloren gegaan. Van zijn pianosonate is alleen de finale bewaard gebleven. Het pianoconcert en Des Jona Sendung zijn in de jaren zeventig van de 20e eeuw gereconstrueerd door de pianist en musicoloog Vardo Rumessen.

## Erkenning

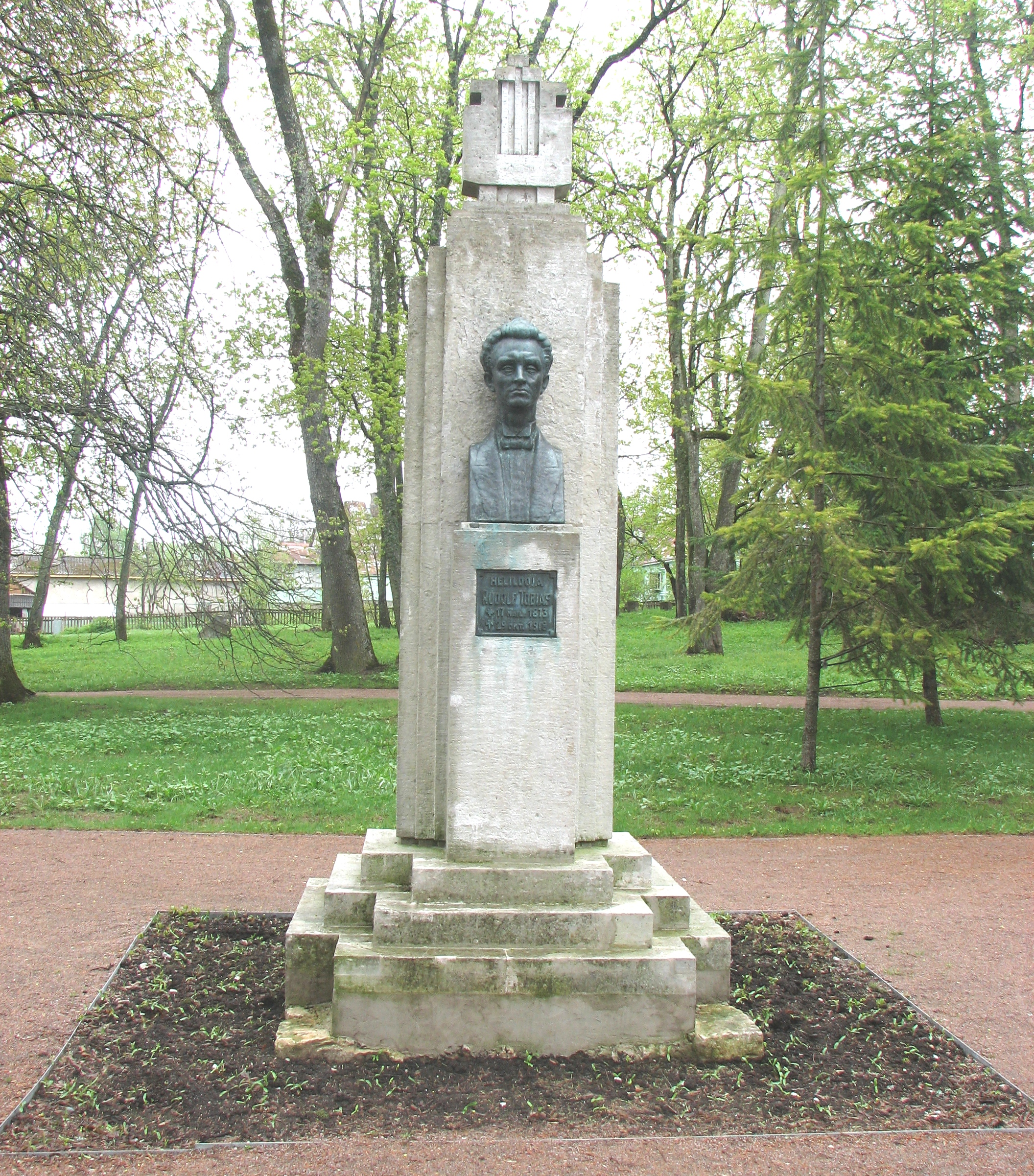
Monument voor Rudolf Tobias in Haapsalu

In 1929 werd een monument voor Rudolf Tobias opgericht in Haapsalu en in 1973 in Kullamaa. In 1924 werd er in Tallinn een straat naar hem genoemd en in 1973 kreeg de muziekschool in Kärdla zijn naam. In 1973, honderd jaar na zijn geboorte, werd in Selja in zijn geboortehuis een museum ingericht.
Er bestaat een Tobias Strijkkwartet (Estisch: Tobiase Keelpillikvartett), opgericht in het jaar 2000.
Het bankbiljet van 50 Estische kroon, in gebruik tussen 1994 en 2011, droeg zijn portret.

## Een selectie uit Tobias’ werken

### Voor solisten en/of koor
- 1897: Cantate Johannes Damascenus voor solisten, gemengd koor, mannenkoor, orgel en orkest
- 1902: Psalm 51 voor bariton en orkest
- 1903: Neenia (‘Grafdicht’) voor mannenkoor a capella
- 1904: Psalm 42 (Otsekui hirv, ‘’t Hijgend hert’) voor gemengd koor en orgel
- 1909: Oratorium Des Jona Sendung voor solisten, twee gemengde koren, kinderkoor, orgel en orkest
- 1910: Noored sepad (‘Jonge smeden’) voor gemengd koor en orkest
- 1911: Sest ilmaneitsist ilusast (‘Het mooie luchtmeisje’) voor sopraan en orkest (op een tekst uit de Kalevipoeg)
- 1915: Motetten voor koor a capella
- 1918: Oratorium Jenseits des Jordan (‘Aan de andere zijde van de Jordaan’) voor mezzosopraan, gemengd koor, orgel en orkest (onvoltooid gebleven, maar afgemaakt en gepubliceerd door Vardo Rumessen)

### Voor groot orkest
- 1896: Ouverture Julius Caesar
- 1897: Concert voor piano en orkest
- 1902: Koraalvariaties (Koraalivariatsioonid) voor orgel en orkest
- 1905: De droom van Kalevipoeg (Kalevipoja unenägu) voor spreekstem en orkest
- 1907: Burlesque (Burlesk)
- 1909: Capriccio De boodschappen van de kraai (Varese sõjasõnumida)
- 1912: Epiloog van Kalevipoeg (Kalevipoja epiloog) voor spreekstem en orkest

### Kamermuziek
- 1899: Strijkkwartet no. 1 in d mineur
- 1902: Strijkkwartet no 2 in c mineur
- 1914: Door de nacht (Läbi öö) voor viool en piano

### Werken voor piano solo
- 1892: Rondo in c mineur, vierhandig
- 1892: Herfstschetsen, twee korte stukken
- 1897: Sonate in c mineur
- 1902: Fantasie op Estische volksliedjes (Fantaasia eesti rahvaviisidele)
- 1903: Humoresque in g mineur
- 1910: Vier pianostukken (Neli klaveripala)
- 1910: Vier preludes (Neli prelüüdi)
- 1910: Walpurgis-burlesque (Walpurgi burlesk; er bestaat een orkestratie door Eduard Tubin)
- 1910: Nocturne (Ööpala)
- 1912: Twee sonatines
- 1913: In de lente (Kevadel), vier stukken; er bestaat een orkestratie door Eduard Tubin

### Werken voor orgel solo
- 1898: Fuga in d mineur
- 1914: Chaconne, prelude en fuguette (Chaconne ning prelüüd ja fugett)
- 1914: Twaalf koraalpreludes (12 koraaliprelüüdi)